# 乌罗扎伊内 (切尔尼希夫州)
50°45′33″N 31°29′57″E / 50.75917°N 31.49917°E
烏羅扎伊内（烏克蘭語：Урожайне），是烏克蘭的村落，位於該國北部切爾尼戈夫州，由尼任區博布罗维察市镇負責管轄，始建於1926年，面積0.13平方公里，海拔高度136米，2006年人口12，人口密度每平方公里92.3人。